# Gare de Lure
Gare de Lure – stacja kolejowa w Lure, w departamencie Górna Saona, w regionie Burgundia-Franche-Comté, we Francji. Jest zarządzana przez SNCF (budynek dworca) i przez RFF (infrastruktura).
Została otwarta w 1858 roku przez Chemins de fer de l’Est. W Lure znajdowały się 4 stacje, w różnym okresie, jedynie 3 stacje istniały jednocześnie.
Stacja jest obsługiwana przez pociągi Intercités, TER Franche-Comté i TER Lorraine.

## Linie kolejowe
- Paryż – Miluza
- Blainville - Damelevière – Lure
- Montbozon – Lure